# Twice as Tall
Twice as Tall — пятый студийный альбом нигерийского певца Burna Boy, изданный 14 августа 2020 года лейблами Spaceship Entertainment, Bad Habit, Atlantic Records и Warner Music Group. Сессии записи проходили в 2020 году, исполнительными продюсерами выступили Burna Boy, американский певец и автор песен Дидди и мать Burna Boy Боуз Огулу. Альбом представляет собой смесь афробитс, афробит, дэнсхолл, поп-музыки и хип-хопа. Продюсером альбома выступил Telz, а также Rexxie, Тимбалэнд, DJDS и другие. В альбоме приняли участие Йуссу Н’Дур, Naughty by Nature, Sauti Sol, Крис Мартин и Stormzy. Главным синглом альбома стал трек «Smile», выпущенный 26 июня 2020 года.
Альбом получил номинацию на 63-й ежегодной премии «Грэмми» в категории «Лучший альбом Global Music».

## История
Burna Boy записывал песни для Twice as Tall в основном в Ахоаде, Нигерия, в течение нескольких месяцев пандемии COVID-19 в 2020 году. Из-за пандемии Burna Boy и его соисполнительный продюсер Дидди работали вместе посредством виртуальной передачи файлов и звонков через Zoom, последний предоставлял голосовые вступления для некоторых песен и музыкальное сопровождение. Burna Boy рассказал The New York Times: «Я никогда в жизни не брал в руки ручку и бумагу и не записывал песни. Все приходит само собой, как будто кто-то стоит и говорит мне, что сказать. Все зависит от духа. Некоторые из нас попадают на эту землю, чтобы делать то, что мы делаем». По его словам, с помощью альбома он строит мост, который приведёт всех чернокожих людей в мире к единению. Burna Boy сказал в пресс-релизе, что альбом посвящён определённому периоду его жизни: «Это альбом о борьбе за свободу. Это альбом о жизни в целом, о настоящей жизни, о хороших и плохих временах, о счастливых и грустных временах, о великих временах». Альбом был спродюсирован в основном Telz, а также Rexxie, Тимбалэнд и DJDS, среди прочих. В нём приняли участие Йуссу Н’Дур, Naughty by Nature, Sauti Sol, Крис Мартин и Stormzy.

## Композиция
Twice as Tall — альбом в жанрах афробитс, афробит, дэнсхолл, поп и хип-хоп. Альбом открывается песней Йуссу Н’Дур-assisted «Level Up», в которой Burna Boy вспоминает свой резкий взлёт популярности, празднует свои достижения и отмечает своё стремление к дальнейшей известности. Автор Vulture.com Джастин Курто высоко оценил песню, отметив, что она лучше, чем победный круг. Бит «Alarm Clock» — это современное афро-поп звучание в мировоззрении, на которое сильно повлияла эпоха афробита в исполнении Фелы. В нём звучит речевое вступление исполнительного продюсера Дидди. В треке «Way Too Big» Burna Boy предстаёт в самоуверенном виде, сообщая о своём намерении избегать плохих компаний, а скрипичный трек смягчает его вокал. В треке «Bebo», спродюсированном Rexxie, Burna Boy обсуждает своё стремление к аутентичности.

## Отзывы
| Совокупная оценка     | Совокупная оценка |
| Источник              | Оценка            |
| --------------------- | ----------------- |
| AnyDecentMusic?       | 6.9/10            |
| Metacritic            | 79/100            |
| Оценки критиков       |                   |
| Источник              | Оценка            |
| The Daily Telegraph   | [ 10 ]            |
| The Guardian          | [ 14 ]            |
| Naijagig              | [ 15 ]            |
| NativeMag             | 8.2/10            |
| NME                   | [ 11 ]            |
| Pitchfork             | 8.0/10            |
| Pulse Nigeria         | 8.7/10            |
| Tom Hull – on the Web | B+ ()             |

Twice as Tall получил в целом благоприятные отзывы от музыкальных критиков. На сайте Metacritic, который присваивает средневзвешенную оценку из 100 баллов рецензиям ведущих изданий, этот релиз получил средний балл 79 на основе шести рецензий. Манкапрр Контех из Pitchfork поставил альбому оценку 8,0 из 10, назвав его масштабным и отметив, что «обществу нужен герой, находка». Мотолани Алаке из Pulse Nigeria поставил оценку 8,7 из 10, похвалив рабочую этику певца и заявив, что альбом потрясающий. Алейк сказал, что альбом является «похвальным и исключительным третьим альбомом певца», отметив при этом, что «все, что сделало African Giant великим, есть в Twice as Tall». Николас-Тирелл Скотт из NME оценил альбом в три звезды из пяти, охарактеризовав его «как удовлетворительное продолжение». Далее он сказал: «Восхитительно видеть, как он балансирует между своим фирменным звучанием и намёками на исследования в таких совместных работах, как „Monsters You Made“, оставаясь при этом верным своему родному языку». Дженнифер Гонсалвес, написавшая для Meaww, сказала, что альбом — это «солидный альбом Burna Boy, который утверждает его как артиста, способного смешивать звуки, стили и культуры, чтобы создавать музыку, которая охватывает лучший мир».
Ллойд Брэдли из The Guardian поставил альбому четыре звезды из пяти, отметив, что «альбом позиционирует африканскую музыку в 21 веке, используя современные звуки для традиционных мелодий и ритмов». Притчард Уилл из The Daily Telegraph поставил альбому четыре звезды из пяти, сказав: «Если Twice as Tall — это заявка певца на мировую суперзвезду, то музыка отполирована так, чтобы соответствовать его целям». В рецензии для Mail & Guardian Кванеле Сосибо заявил, что «в альбоме много блеска и полировки, и каждая песня, кажется, предъявляет свои собственные свежие претензии на звуковую палитру, которая представляет собой Afrobeats». Кунле Адесокан из Naijagig оценил альбом в 4,5 балла из 5, отметив, что «если что, Burna Boy стал вдвое выше, чем человек и артист, записавший альбом African Giant». Кунле добавил: «Используя современные звуки для традиционных мелодий и опираясь на различные музыкальные стили, оставаясь при этом верным африканскому звучанию, Burna Boy определяет, какой должна быть современная африканская музыка».

### Итоговые годовые списки критиков
Made in Lagos попал в рейтинги лучших альбомов 2020 года, составленные несколькими изданиями, включая десятку лучших.
| Публикация           | Список                                             | Ранг | Ссылка |
| -------------------- | -------------------------------------------------- | ---- | ------ |
| Bay Eight            | Eight Albums You Need To Hear Before The Year Ends | N/A  | [ 22 ] |
| Bounce Radio Live    | The 50 Best African Albums of 2020                 | 1    | [ 23 ] |
| Consequence of Sound | Top 50 Albums of 2020                              | 37   | [ 24 ] |
| The Fader            | The 50 Best Albums of 2020                         | 23   | [ 25 ] |
| Genius               | The 50 Best Albums of 2020                         | 41   | [ 26 ] |
| British GQ           | The 24 Best Albums of 2020                         | 16   | [ 27 ] |
| The Gryphon          | The Gryphon’s favourite albums of 2020             | N/A  | [ 28 ] |
| HipHopDX             | Best R&B Albums of 2020                            | 41   | [ 29 ] |
| The Line of Best Fit | Top 50 Albums of 2020                              | 41   | [ 30 ] |
| Native Mag           | The 20 Best Albums of 2020                         | 2    | [ 31 ] |
| The New York Times   | Top 10 Albums of 2020                              | 7    | [ 32 ] |
| NJ.com               | The 50 Albums that saved us from 2020              | 24   | [ 33 ] |
| NME                  | The 50 Best Albums of 2020                         | 23   | [ 34 ] |
| Pan African Music    | Best Albums of 2020                                | N/A  | [ 35 ] |
| Passion of the Weiss | The POW Best Albums of 2020                        | 12   | [ 36 ] |
| Pitchfork            | The 50 Best Albums of 2020                         | 46   | [ 37 ] |
| Uproxx               | Top 50 Albums of 2020                              | 44   | [ 38 ] |
| Vice                 | The 100 Best Albums of 2020                        | 21   | [ 39 ] |
| Vogue India          | The 20 Best Albums of 2020                         | 8    | [ 40 ] |

## Список композиций
| №                   | Название                                            | Автор(ы)                                                                                | Продюсеры                              | Длительность |
| ------------------- | --------------------------------------------------- | --------------------------------------------------------------------------------------- | -------------------------------------- | ------------ |
| 1.                  | «Level Up» (при участии Youssou N'Dour)             | Damini Ogulu Youssou N'Dour                                                             | Timbaland Matt Testa DJDS Matthew Baus | 4:28         |
| 2.                  | «Alarm Clock»                                       | Ogulu                                                                                   | Diddy Timbaland P2J                    | 2:12         |
| 3.                  | «Way Too Big»                                       | Ogulu                                                                                   | Diddy Timbaland Mike Dean LeriQ        | 3:20         |
| 4.                  | «Bebo»                                              | Ogulu                                                                                   | Rexxie                                 | 2:44         |
| 5.                  | «Wonderful»                                         | Ogulu                                                                                   | Telz                                   | 3:33         |
| 6.                  | «Onyeka»                                            | Ogulu                                                                                   | Telz                                   | 3:22         |
| 7.                  | «Naughty by Nature» (при участии Naughty by Nature) | Ogulu Anthony Criss Vin Rock                                                            | Diddy Mario Winans Telz                | 3:34         |
| 8.                  | «Comma»                                             | Ogulu                                                                                   | Rexxie                                 | 2:50         |
| 9.                  | «No Fit Vex»                                        | Ogulu                                                                                   | LeriQ                                  | 3:41         |
| 10.                 | «23»                                                | Ogulu                                                                                   | Skread                                 | 4:05         |
| 11.                 | «Time Flies» (при участии Sauti Sol)                | Ogulu Benson Mutua Willis Austin Chimano Polycarp Otieno Bien-Aimé Baraza Savara Mudigi | Sauti Sol Andre Harris                 | 3:44         |
| 12.                 | «Monsters You Made» (при участии Chris Martin)      | Ogulu Chris Martin                                                                      | LeriQ                                  | 3:37         |
| 13.                 | «Wetin Dey Sup»                                     | Ogulu                                                                                   | Timbaland Telz                         | 3:37         |
| 14.                 | «Real Life» (при участии Stormzy)                   | Ogulu Michael Omari                                                                     | Mario Winans Telz                      | 3:16         |
| 15.                 | «Bank On It»                                        | Ogulu                                                                                   | Jae5                                   | 4:36         |
| Общая длительность: | Общая длительность:                                 | Общая длительность:                                                                     | Общая длительность:                    | 52:40        |

## Чарты
| Чарт (2020—2022)                    | Высшая позиция |
| ----------------------------------- | -------------- |
| Австрия (Ö3 Austria)                | 69             |
| Бельгия/Фландрия (Ultratop)         | 22             |
| Бельгия/Валлония (Ultratop)         | 22             |
| Канада (Canadian Albums Chart)      | 19             |
| Нидерланды (Album Top 100)          | 10             |
| Франция (SNEP)                      | 29             |
| Ирландия (Irish Albums Chart)       | 31             |
| Нигерия Nigerian Albums (TurnTable) | 25             |
| Норвегия (VG-lista)                 | 34             |
| Швеция (Sverigetopplistan)          | 47             |
| Швейцария (Schweizer Hitparade)     | 12             |
| Великобритания (UK Albums Chart)    | 11             |
| США (Billboard 200)                 | 54             |
| США (Billboard World Albums)        | 1              |